# Guy Mazzoni
Pour les articles homonymes, voir Mazzoni.

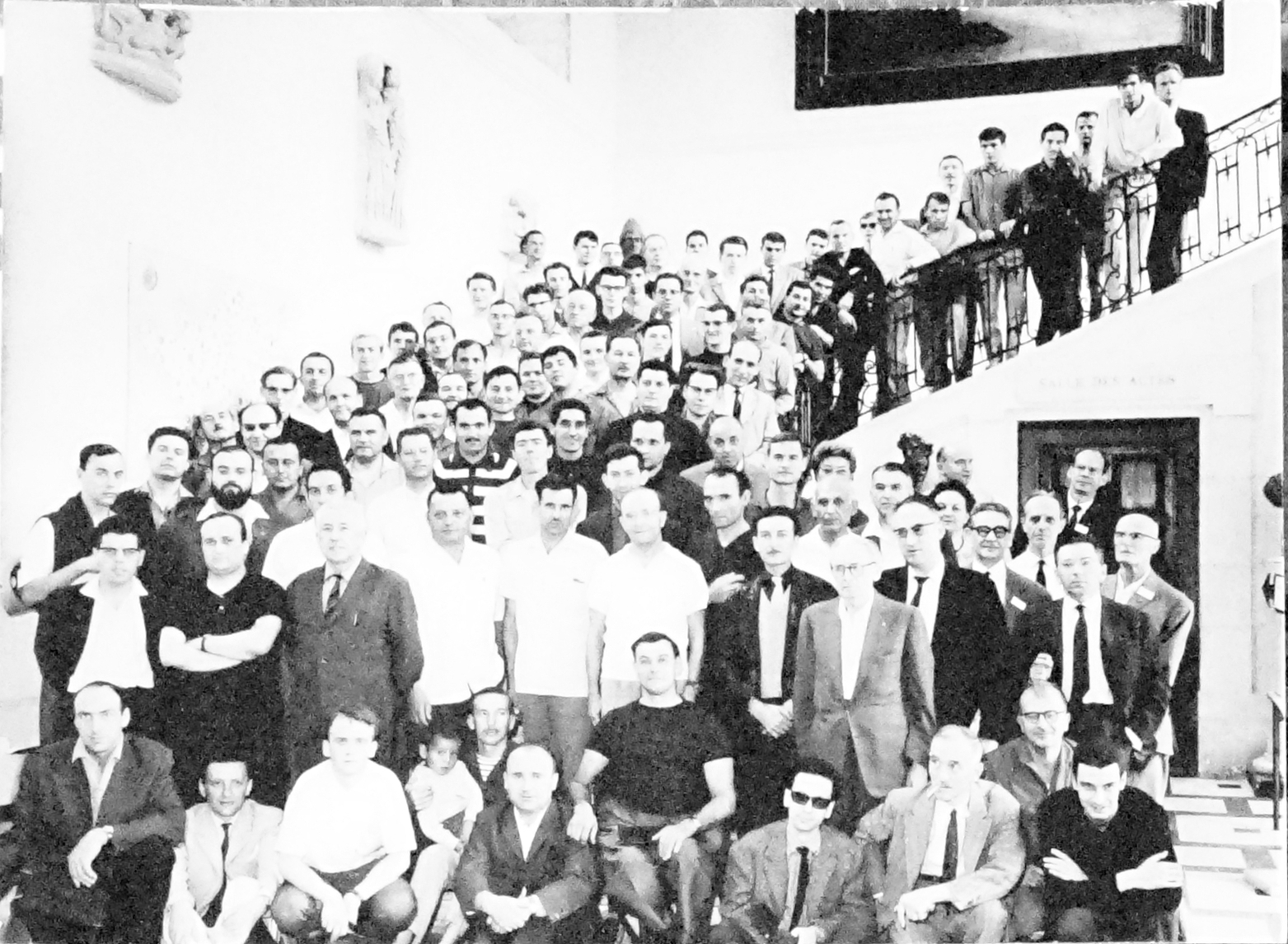
1964, Montpellier Michel Roos et Guy Mazzoni.

Guy Mazzoni est un joueur d'échecs français né le 29 août 1929 et mort le 25 octobre 2002. Mazzoni remporta deux fois le Championnat de France d'échecs (en 1961 et en 1965) et finit trois fois premier ex æquo  du championnat (en 1963 le titre revint à André Thiellement ; en 1964, Michel Roos reçut le titre et en 1969, Jacques Planté fut champion au départage). Il représenta la France lors de deux olympiades : au deuxième échiquier en 1964, il marqua 10 points sur 16, et il joua au premier échiquier en 1966.
Mazzoni était médecin. Il remporta le Championnat d'échecs de Paris en 1958 et termina deuxième du championnat de Paris en 1954 après un match de départage perdu contre Stephan Popel. Il fut deuxième du championnat de France en 1954.
Dans les années 1960, Mazzoni participa à trois tournois internationaux importants : les tournois zonaux de Enschede en 1963 et La Haye en 1966 (tournois remportés par Gligorić) et le tournoi de Monte-Carlo 1967 (victoire de Bobby Fischer) ; il termina à chaque fois dans les dernières places.